# Rio Muni
Muni é um estuário que está localizado no sul da parte continental da Guiné Equatorial. Parte do seu curso faz parte da fronteira com o Gabão. É divido a este estuário que foi adotado o primeiro nome para esta parte da Guiné Equatorial, Rio Muni.
Parte do percurso está integrado num sítio Ramsar desde 2003.